# آندره گرنت

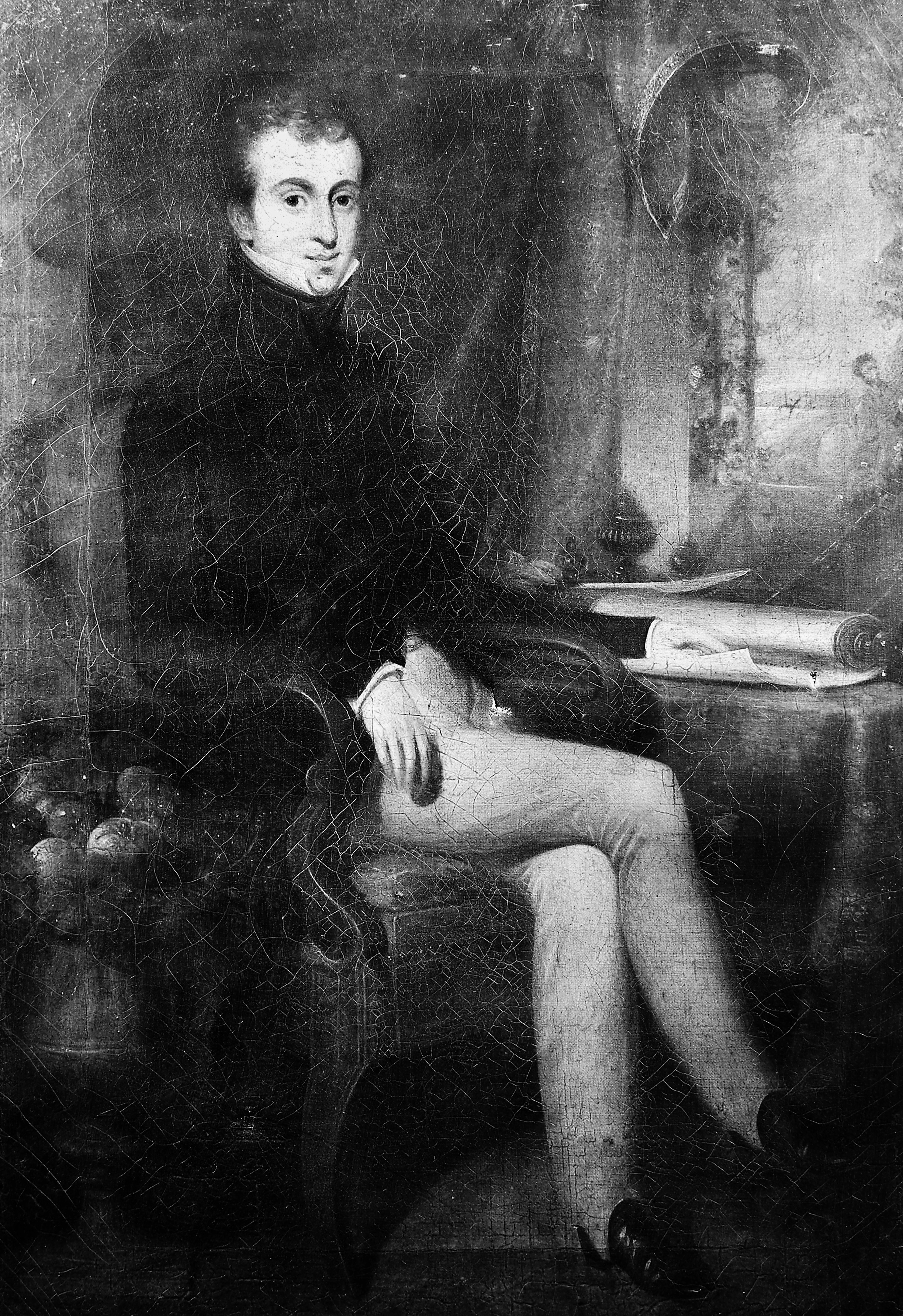
آندره گرنت

آندره گرنت (به انگلیسی: Andrew Grant) یک فیزیک‌دان و نویسنده انگلیسی دارای دکترای پزشکی بود. به‌نظر می‌رسد که وی در سن پترزبورگ در سال ۱۸۱۱ میلادی کتاب تاریخ برزیل را با اضافات که در لندن ترجمه فرانسوی آن وجود داشت، نوشت.